# Xylaria
Xylaria Hill ex Schrank, Baier. Fl. 1: 200 (1789) è un genere di funghi ascomiceti appartenente alla famiglia Xylariaceae.

## Specie di Xylaria
La specie tipo è Xylaria hypoxylon (L.) Grev.
Altre specie:
- Xylaria polymorpha (Pers.) Grev.